# Kustgullpudra
Kustgullpudra (Chrysosplenium oppositifolium) är en växtart i familjen Stenbräckeväxter. 